# Wojciech Kempa
Wojciech Michał Kempa – polski informatyk, doktor habilitowany inżynier nauk technicznych, ekspert w dziedzinie statystyki, probabilistyki, procesów stochastycznych, inżynierii oraz stosowanej i obliczeniowej matematyki, profesor Politechniki Śląskiej pełniący funkcję kierownika zespołu dydaktycznego informatyków na Wydziale Matematyki Stosowanej.
Dyplom magistra uzyskał w 1998 roku. Doktorat obronił 2 grudnia 2003 na Wydziale Podstawowych Problemów Techniki Politechniki Wrocławskiej dysertacją Systemy kolejkowe typu GI/G/1 z grupowym wpływem zgłoszeń, przygotowaną pod kierunkiem Mykoli Bratiichuka. Habilitował się 8 lipca 2014.